# Gliese 436b
Gliese 436b — нептуноподібна екзопланета, що обертається навколо червоного карлика Gliese 436. Це був перший виявлений «гарячий Нептун» і був серед найменших відомих транзитних планет свого часу.

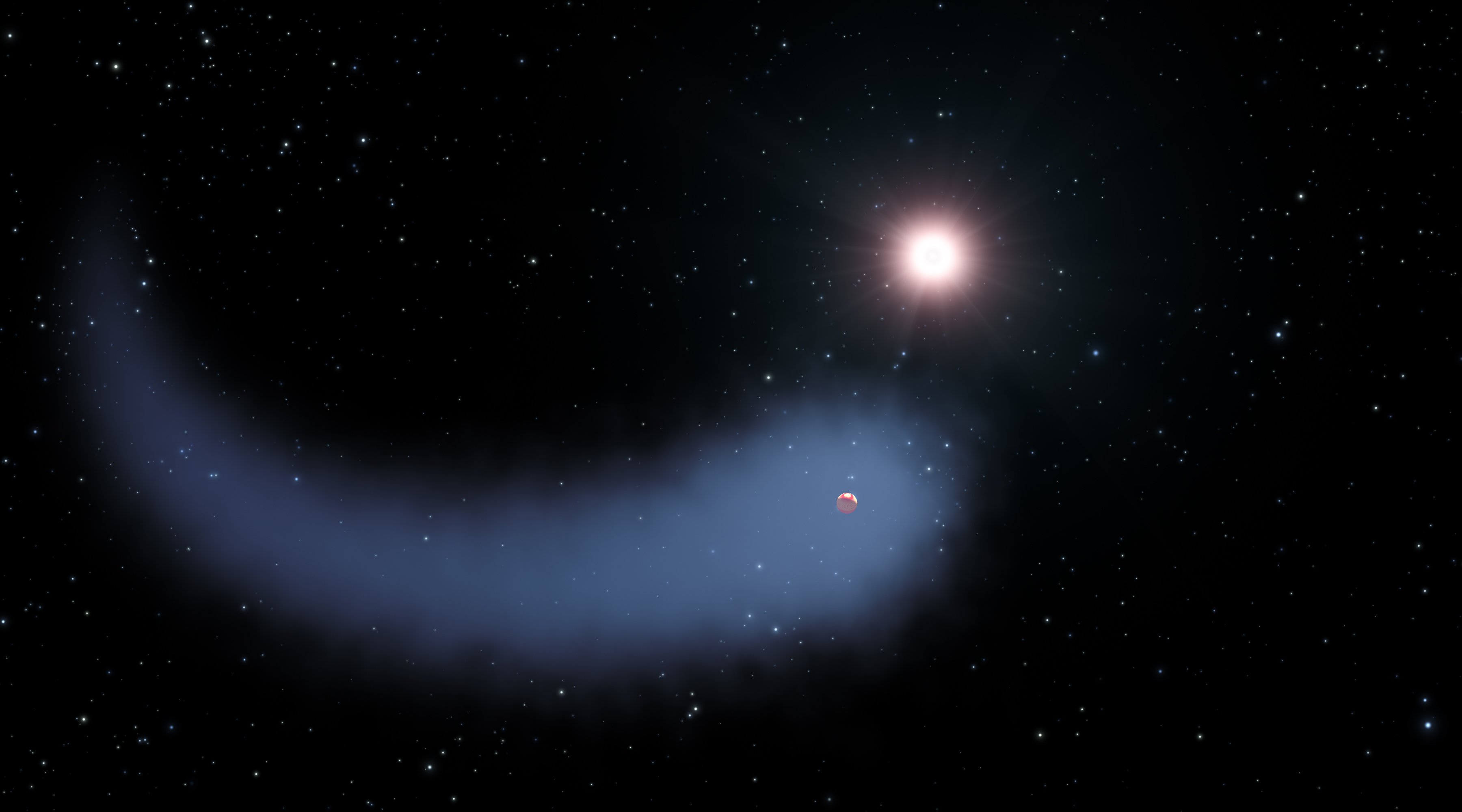
Художнє зображення планети з хвостом

Дана екзопланета знаходиться на відстані всього 33 світлових років від Землі у сузір'ї Лева. Вона обертається навколо зірки типу червоний карлик, яка більш ніж у два рази менша і легша Сонця. Результати досліджень свідчать, що Gliese 436b має практично ідентичні з Нептуном розміри і, ймовірно, внутрішній устрій і склад. А ось унікальною цю планету робить вкрай близьке розташування орбіти - один рік тут триває трохи більше 63 годин.
На такому малому видаленні кількість одержуваного випромінювання від зірки є занадто високим. Найбільш помітний вплив на Gliese 436b надає випромінювання в рентгенівському діапазоні, яке буквально видавлює верхні шари атмосфери екзопланети в космічний простір, тим самим формуючи довгий газовий шлейф, який тягнеться за планетою подібно кометного хвоста.
Виявити цей ефект вдалося за допомогою телескопа Хаббл. Спостереження велися в двох діапазонах: в оптичному спектрі Gliese 436b під час транзиту перекрила собою 0,69% світла зірки, в ультрафіолетовому - цей показник склав 56,3%. Крім того, у другому випадку за 1 годину до початку транзиту і через 3 години по його закінченні були зареєстровані помітні зниження світності червоного карлика.
Подальше опрацювання дозволило з'ясувати, що хвіст екзопланети складається переважно з атомів водню і невеличкої кількості гелію, а його загальна протяжність становить близько 16 млн км. Поточна швидкість втрати атмосфери дорівнює приблизно 1000 тон в секунду.
Вік зоряної системи Gliese 436 оцінюється в 6 млрд років. За цей час за оцінками вчених екзопланета втратила до 1% своєї початкової маси. Однак якщо б ця планета перебувала на орбіті більш гарячої зірки, за 6 млрд років від неї б залишилося тільки тверде кам'яне ядро. Планетологи вважають, що відсоток планет, повністю скунивших свої зовнішні шари, може виявитися досить високим у Всесвіті і поточне відкриття служить першою тому підтвердженням.